# UZ Pyxidis
Désignations
UZ Pyxidis ou HD 75021 est une étoile variable semi-régulière de la constellation de la Boussole. Elle est située à environ 3 600 années-lumière (1 100 parsecs) de la Terre.
UZ Pyxidis se situe directement entre α et γ Pyxidis. Elle possède un compagnon avec qui elle partage un même mouvement propre, HD 75022, à moins de 2′ de distance, mais les deux ne sont pas répertoriés dans les catalogues d'étoiles doubles.
UZ Pyxidis est une étoile carbonée. Ces types d'étoiles sont connues pour avoir de grandes quantités de carbone dans leur atmosphère, formant des composés de carbone qui donnent à l'étoile une apparence rouge frappante. Son spectre inhabituel a été reconnu pour la première fois en 1893. Selon la classification de Morgan-Keenan des étoiles carbonées, le type spectral de UZ Pyxidis est C5,5 ; s'il s'agissait d'une étoile géante normale, cela correspondrait à un type spectral d'environ K5. Elle est également inhabituelle dans la mesure où elle présente de très fortes bandes isotopiques de C2 et CN.
UZ Pyxidis est classée comme une étoile variable semi-régulière avec une période dominante de 159,6 jours. Sa magnitude apparente varie entre 6,99 et 7,63. Sa variabilité a été signalée pour la première fois en 1972,, et sa désignation d'étoile variable UZ Pyxidis lui a été attribuée en 1978.